# Мариньолли, Джованни де
Джованни де Мариньолли (итал. Giovanni de' Marignolli, род. ок. 1290 г. сел. Мариньолли близ Флоренции — ум. после 1357 г.) — итальянский францисканец-миссионер, путешественник, дипломат, папский легат и епископ.

## Биография
Про юные годы Джованни де Мариньолли известно мало. Образование он получил в Болонском университете, около 1315 года во флорентийском монастыре Санта-Кроче вступил во францисканский орден. Позднее был профессором теологии в Болонском университете. В годы нахождения на святейшем престоле папы Иоанна XXII, с предубеждением относившимся к францисканцам, оставался при монастыре Санта-Кроче. При Бенедикте XII прибыл в Авиньон, к папскому двору.
В декабре 1338 после прибытия в Авиньон посольства из Китая, Мариньолли было пожаловано звания папского легата и он, во главе делегации из 50 монахов, был отправлен с миссией в Китай. 10 февраля 1339 года папское посольство прибыло в Неаполь, где было радушно встречено королём Робертом Сицилийским, оказавшим монахам также материальную помощь. Далее морем Мариньолли и его люди направились в Константинополь, куда приплыли 1 мая 1339 года. В столице Византии он вёл по заданию папы переговоры с императором Андроником III о церковной унии между Западом и Востоком. Из Константинополя посольство отплывает по Чёрному морю в Кафу в Крыму. Оттуда через Тану на Тамани он отправляется в столицу державы хана Узбека — Новый Сарай, где передаёт хану послание папы Бенедикта XII. Пробыв в Сарае до мая 1340 года, посольство Мариньолли покидает ханскую ставку и, под охраной воинов-монголов, держит далее путь на Ургенч. Оттуда оно направляется в Алмалык на Тянь-Шане (ныне в афганской провинции Герат), приезжает туда с наступлением зимы в конце 1340 года и находится в этом месте около года. В конце 1341 миссия францисканцев пересекает пустыню Гоби, и через Джунгарию и Южную Монголию попадает в Китай. В Ханбалыке (Пекине) Мариньолли был тепло принят при императорском дворе ханом Токалмутом (Шуньди) из династии Юань, однако в переговорах с монголами больших успехов не достиг.
Пробыв около 4 лет в Китае, Мариньолли осенью 1346 года отправился частично по суше, частично морским путём (26 декабря из Зейтона) в Южную Индию — по маршруту, которым при возвращении в Европу воспользовался Марко Поло. Весной 1347 года он достигает города Квилона, расположенного на Малабарском берегу. Здесь Мариньолли обнаруживает христианскую общину латинского обряда, с которой проводит год и четыре месяца. Всё это время он оказывает местным христианам духовную поддержку и украшает их церковь религиозной живописью. В память о своём пребывании в Квилоне Мариньолли возводит в городе мраморную колонну, украшенную сверху крестом, с надписями на индийском наречье и латинском языке, с гербами папы Римского и собственным Мариньолли. Эту колонну ещё в 1662 году видел в Квилоне голландский священник Филипп Бальдеус.
После Квилона путь миссионера в 1348 году лежал в Майлапур, затем в страну Сабу, отождествляемую ныне с Суматрой. Из Сабы в 1349 или 1350 путешественник направляется на Цейлон, оттуда на Коромандельский берег Индии и снова в Квилон. Из этого города-порта Мариньолли морем через Персидский залив отправляется по маршруту через Ормуз, Багдад, Мосул, Эдессу, Алеппо и Дамаск в Иерусалим. Затем, побывав в Египте и на Кипре, в 1353 году он едет через Неаполь и родную Флоренцию в Авиньон. Здесь он даёт отчёт папе о совершённом путешествии и передаёт ему послание хана Узбека. Папа Иннокентий VI по достоинству оценил заслуги флорентийца, назначив его епископом Бизиньяно (в южной Италии). Однако, по всей видимости, Мариньолли так и не приступил к исполнению своих обязанностей, так как во время коронационных торжеств 1353—1354 годов в Риме он был отмечен императором Карлом IV и взят им ко двору в Прагу в качестве своего духовника. В 1356 году Мариньолли по заданию императора исполняет работы по составлению чешских анналов. Около 1360 года они окончательно скомпанованы в «Chronicon Bohemiae». Сочинение Мариньолли изобилует ссылками и воспоминаниями о его дальних путешествиях, и потому является неоценимым источником по средневековой истории, географии и культуре стран Центральной, Восточной и Южной Азии. Впоследствии книга эта была на долгие годы предана забвению и вновь открыта лишь в XVIII веке (и опубликована впервые в 1768 году).
В 1356 году Джованни де Мариньолли в составе флорентийского посольства посещает Авиньон, а в 1357 году — Болонью. Дата и место смерти путешественника неизвестны.